# レイ・マイケルズ
レイ・マイケルズ（Leigh Michaels、本名：リアン・レンバーガー〈LeAnn Lemberger〉、1954年7月27日 - ）は、アメリカ合衆国のロマンス作家。1984年から2006年までハーレクインから80冊以上の作品を上梓した。各地のワークショップでロマンス小説の書き方を教えている。

## 経歴
1954年7月27日、アイオワ州に生まれる。デモインのドレイク大学でジャーナリズムの学位を取得。ジャーナリズムとマスコミュニケーションの学部の成績上位者に贈られるロバート・ブリス賞を受賞。また、ライティングの分野で国からウィリアム・ランドルフ・ハースト賞を受賞した。
若い頃からロマンス小説を読み、15歳の時に初めて自分で作品を書いたが燃やしてしまった。その後さらに5作品を書き上げたが、やはり燃やしてしまった。送った作品がハーレクイン社で採用され、1984年に出版された。
ペンネームの「マイケルズ」は夫の名から借用した。夫はカメラマンである。

## 候補
- Ties That Bind ：リタ賞 トラディショナル・ロマンス部門最終候補
- 『湖に魅せられて』（The Lake Effect ）：リタ賞 トラディショナル・ロマンス部門最終候補
- 『ときめきオン・エア』（Traveling Man ）：リタ賞 トラディショナル・ロマンス部門最終候補
- 『恋人はサンタクロース?』（The Unlikely Santa ）：リタ賞 トラディショナル・ロマンス部門最終候補
- 『彼の知らないこと』（The Daddy Trap）：リタ賞 トラディショナル・ロマンス部門最終候補

## 作品リスト

### 単独作品
| 邦題           | 原題               | 刊行年 | 刊行年月   | 訳者         | 出版社       |
| -------------- | ------------------ | ------ | ---------- | ------------ | ------------ |
| 夏の終わりに   | Wednesday's Child  | 1985年 | 1987年09月 | 織りえかずこ | ハーレクイン |
| 愛のレクイエム | Deadline for Love  | 1985年 | 1986年07月 | 霜月桂       | ハーレクイン |
| 夏になれば     | Come Next Summer   | 1985年 | 1987年05月 | 宮崎彩       | ハーレクイン |
|                | Dreams to Keep     | 1985年 |            |              |              |
| 大人になるまで | Leaving Home       | 1985年 | 1987年03月 | 永幡みちこ   | ハーレクイン |
| ピンクのハート | Capture a Shadow   | 1986年 | 1987年10月 | 加藤しをり   | ハーレクイン |
| ガラスの城     | Brittany's Castle  | 1986年 | 1988年06月 | 三好陽子     | ハーレクイン |
| 踏まれた花びら | Carlisle Pride     | 1987年 | 1988年11月 | 泉由梨子     | ハーレクイン |
| 恋はオンエア   | Rebel with a Cause | 1987年 | 1988年12月 | 原淳子       | ハーレクイン |

- Strictly Business (1987)
- Close Collaboration (1988)
- Just a Normal Marriage (1988)
- Shades of Yesterday (1988)
- Let Me Count the Ways (1988)
- With No Reservations (1989)
- An Imperfect Love (1990)
- Promise Me Tomorrow (1990)
- Temporary Measures (1991)
- Old School Ties (1992)
- The Lake Effect (1993)
- Safe in My Heart (1993)
- Ties That Blind (1993)
- House of Dreams (1994)
- The Only Solution (1994)
- A Singular Honeymoon (1994)
- Traveling Man (1994)
- Marrying the Boss! (1996)
- Dialogue Ain't Cheap (1998)
- The Men in My Life (1998)
- The Problem with Conflict (1998)
- Her Husband to Be (1999)
- Unraveling the Romance (1999)
- Tempting a Tycoon (1999)
- His Trophy Wife (2001)
- Backwards Honeymoon (2001)
- The Bride Assignment (2003)
- Assignment: Twins (2004)
- The Tycoon's Proposal (2006)

### ノンフィクション
- Writing the Romance Novel (1996)
- A Taste of Love (1998)
- Writing the Romance Novel: Updated (1999)
- Creating Romantic Characters: Bringing Life to Your Romance Novel (2002)
- On Writing Romance: How to Craft a Novel That Sells (2007)